# Castell de Tavernes
El castell de Tavernes o d'Alcalà d'Alfàndec és una antiga fortificació musulmana situada al municipi de Tavernes de la Valldigna (la Safor, País Valencià) que està protegida com a bé d'interès cultural, amb anotació ministerial RI-51-0010914 de data 29 d'octubre de 2002.
Està situat sobre un tallat del massís de les Tres Creus, a uns 250 metres sobre el nivell del mar, i domina el litoral i el sector oriental de la Valldigna.
El 2016 s'hi han trobat unes restes de pintures rupestres datades del Neolític on es representen unes figures esquemàtiques.